# Антоняк Анастасія Володимирівна
Анастасія Володимирівна Антоняк (нар. 21 червня 1997) — українська плавчиня в ластах, світова рекордсменка.

## Кар'єра
Анастасія Антоняк — заслужений майстер спорту України. Вихованка київської ДЮСШ «Аквалідер». Її підготовкою займається тренер Альошка А. В.
Вона є володаркою рекордів України в пірнанні, а також плаванні в ластах на дистанції 50, 100 і 200 метрів в категорії D (дівчатка до 13 років).
Володарка рекордів України в пірнанні, а також плаванні в ластах на дистанції 50, 100, 200 і 400 метрів в категорії C (дівчата до 15 років).
Володарка рекордів України в пірнанні, а також плаванні в ластах на дистанції 50, 100, 200 і 400 метрів в категорії B (дівчата до 17 років), причому результат на 400-метрівці є світовим рекордом.
Є володаркою рекордів України в естафеті 4 × 100 (2.39,82) і 4 × 200 (6.07,33) метрів, встановлені в серпні 2013 року на чемпіонаті світу в Казані (Росія).
У 2013 році Анастасія Антоняк стала ве-чемпіон Вкоюсесвітніх ігор в естафеті. Вона — володарка рекорду світу серед юнаків на дистанції 400 метрів (3.18.86), встановлений в липні 2014 року. Стала також дворазовою чемпіонкою світу серед юнаків. Багаторазова чемпіонка Європи.
На двох чемпіонатах світу чотири рази ставала призеркою в естафетних програмах.
На двох чемпіонатах Європи Анастасія Антоняк тричі ставала призером в естафетах і тричі — в індивідуальних дисциплінах.